# 鲁沃河
鲁沃河是德国一条长46公里的河流，是摩泽尔河右侧的一条支流。鲁沃河谷靠近莱茵兰-普法尔茨州的特里尔，是摩泽尔葡萄酒产区（德语：Anbaugebiet）的一部分。这片区域以雷司令葡萄酒而闻名。在2007年8月1日以前，这个种植区被称作摩泽尔-萨尔-鲁沃葡萄酒产区。
鲁沃河谷的下游的小镇有，瓦尔德拉赫（Waldrach），卡瑟尔（Kasel）， 梅特斯多夫（Mertesdorf），艾特尔斯巴赫（Eitelsbach）和鲁沃镇（Ruwer）。

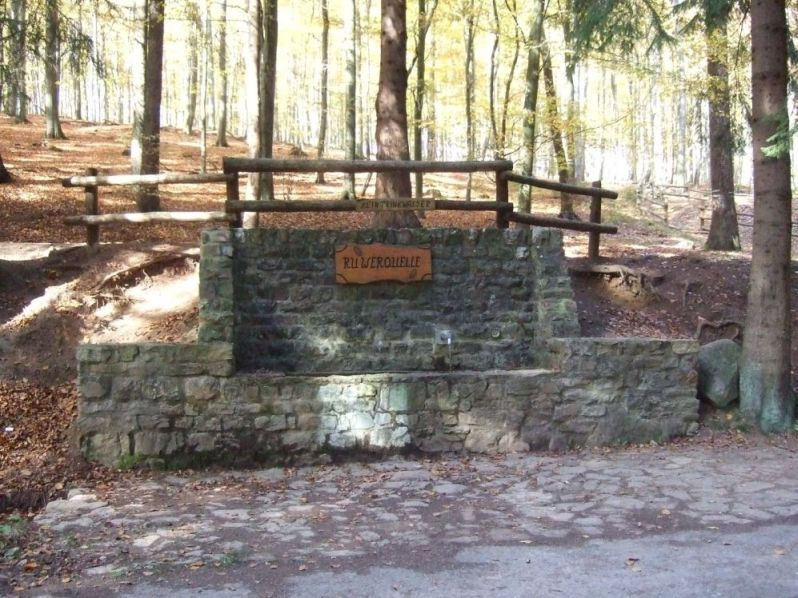
Ruwer spring